# Fatoumata Karentao
Fatoumata Karentao, née le 8 novembre 1990, est une footballeuse malienne évoluant au poste de gardien de but. Elle joue pour l'équipe nationale féminine du Mali.

## Carrière
Karentao est sélectionné pour le Mali au niveau senior lors des qualifications pour la Coupe d'Afrique des Nations féminine 2018,.
En 2023, elle fait partie des 26 joueuses convoquées pour disputer les éliminatoires des JO de Paris 2024.